# Jessie Guera Djou
Jessie Jensen Guera Djou (Douala, 3 maggio 1997) è un calciatore camerunese, centrocampista del Petrocub Hîncești.

## Carriera
Inizia la sua carriera da calciatore tra le file del settore giovanile dell'Accra Lions, prima di approdare in Europa nel 2017. Dopo una breve parentesi nel Monaco 2, nell'ottobre del 2017 firma un contratto con lo Sheriff Tiraspol, formazione della massima serie moldava, con cui vince i suo primo titolo in carriera.
L'anno successivo si trasferisce al Petrocub Hîncești, formazione moldava in cui si ritaglia un posto stabile da titolare (esordendo nelle competizioni europee per club), rimanendovi fino al 2019. Nell'estate dello stesso anno, firma infatti per il Varaždin, formazione militante nel campionato croato.
Il 1º settembre 2021, viene ingaggiato dalla formazione macedone dello Škendija, giocando stabilmente da titolare per tutto l'arco della stagione 2021-2022.
Il 9 luglio 2023, ritorna nuovamente in Moldavia, quando viene annunciato il suo ingaggio da parte dello Zimbru Chișinău.

## Palmarès

### Competizioni nazionali
- Campionato moldavo: 1

Sheriff Tiraspol: 2017